# Eesti Karikas 2020-2021
La Coppa d'Estonia 2020-2021 (in estone Eesti Karikas) è stata la 29ª edizione del torneo, iniziata il 22 luglio 2020 e terminata il 22 maggio 2021. Il Levadia Tallinn ha conquistato il trofeo per la decima volta nella sua storia.

## Formula del torneo
La griglia delle partite è stata stilata il 2 luglio 2020, due giorni prima della finale dell'edizione precedente.
Gli accoppiamenti, così come il turno di ingresso nel torneo, sono sorteggiati in modo totalmente casuale e non ci sono teste di serie.
| Turno                | Numero di incontri | Squadre | Entrano a questo turno | Data sorteggio   |
| -------------------- | ------------------ | ------- | --- | ---------------- |
| Primo turno          | 23                 | 87 → 64 | 6 squadre di Meistriliiga 5 squadre di Esiliiga 1 squadra di Esiliiga B 9 squadre di II Liiga 10 squadre di III Liiga 5 squadre di IV Liiga 10 squadre di Rahvaliiga | 2 luglio 2020    |
| Secondo turno        | 32                 | 64 → 32 | 4 squadre di Meistriliiga 3 squadre di Esiliiga 5 squadre di Esiliiga B 7 squadre di II Liiga 12 squadre di III Liiga 8 squadre di IV Liiga 2 squadre di Rahvaliiga  | 2 luglio 2020    |
| Sedicesimi di finale | 16                 | 32 → 16 | – | 13 agosto 2020   |
| Ottavi di finale     | 8                  | 16 → 8  | – | 2 ottobre 2020   |
| Quarti di finale     | 4                  | 8 → 4   | – | 28 febbraio 2021 |
| Semifinali           | 2                  | 4 → 2   | – | 17 marzo 2021    |
| Finale               | 1                  | 2 → 1   | – |                  |

## Squadre partecipanti
Le 10 squadre della Meistriliiga 2020
- 6 al primo turno: Kalev Tallinn, Kuressaare, Levadia Tallinn, Paide, TJK Legion, Trans Narva.
- 4 al secondo turno: Flora Tallinn, Kalju Nõmme, Tammeka Tartu, Tulevik Viljandi.

8 delle 10 squadre dell'Esiliiga 2020
- 5 al primo turno: Elva, Flora Tallinn U21, Järve Kohtla-Järve, Maardu, Nõmme United.
- 3 al secondo turno: Pärnu JK, Vaprus Pärnu, Vaprus Vändra.

6 delle 10 squadre dell'Esiliiga B 2020
- 1 al primo turno: Viimsi.
- 5 al secondo turno: Kalev Tallinn U21, Keila, Läänemaa, Tarvas Rakvere, Welco Tartu.

16 delle 28 squadre di II Liiga 2020
- 9 al primo turno: FC Tallinn, FCI Tallinn, Helios Tartu, Paide 3, Põhja-Sakala, Poseidon Pärnu, Raplamaa, Volta Põhja-Tallinn, Wolves Jõgeva.
- 7 al secondo turno: Flora Tallinn U19, Järve Kohtla-Järve U21, Kose, Noorus-96 Jõgeva, Piraaja Tallinn, TJK Legion 2, Tulevik Viljandi U21.

22 squadre di III Liiga 2020
- 10 al primo turno: Anija, Eston Villa, Kernu Kadakas, Loo, Märjamaa, Paide 4, Pocarr, Saku Sporting, Wolves Äksi, Zapoos Tallinn.
- 12 al secondo turno: Aliens Maardu, Dünamo Rummu, Hell Hunt Tallinn, Hiumaa Kärdla, Imavere, Järva-Jaani, Lootos Põlva, Retro Lilleküla, Rumori Calcio, Vastseliina, Warrior Valga, Zenit Tallinn.

13 squadre di IV Liiga 2020
- 5 al primo turno: Eston Villa II, Kriistine, Igiliikur Maarjamäe, Olympic Tallinn, Teleios Tallinn.
- 8 al secondo turno: FC Lelle, FC TransferWise, Jalgpallihaigla, Lõvid Viimsi, ReUnited Tallinn, Rumori Calcio II, Soccernet, Wolves Tallinn.

12 squadre di Rahvaliiga 2020
- 10 al primo turno: AFC Eyjafjallajökull, FC Kohvile, FC Sssolutions, IBK HereForBeer, JK 32.Keskkool, Kohtla-Nõmme, Metsis Tallinn, Puhkus Mehhikos, Rasmus Värki JK, Sadam Pärnu.
- 2 al secondo turno: Maksatransport, Team Helm.

## Primo turno
| Squadra 1           | Risultato       | Squadra 2            |
| ------------------- | --------------- | -------------------- |
| 22 luglio 2020      |                 |                      |
| Kuressaare          | 18 – 0          | Anija                |
| 26 luglio 2020      |                 |                      |
| FC Tallinn          | 1 – 1 (6-5 dtr) | Elva                 |
| 27 luglio 2020      |                 |                      |
| Eston Villa         | 2 – 0           | Rasmus Värki JK      |
| 28 luglio 2020      |                 |                      |
| Flora Tallinn U21   | 10 – 1          | Zapoos Tallinn       |
| FCI Tallinn         | 5 – 1           | Helios Tartu         |
| Maardu              | 9 – 0           | FC Sssolutions       |
| Trans Narva         | 4 – 0           | Paide 3              |
| Paide 4             | 1 – 2           | Järve Kohtla-Järve   |
| Põhja-Sakala        | 5 – 1           | Wolves Äksi          |
| Viimsi              | 4 – 2           | Kristiine            |
| 29 luglio 2020      |                 |                      |
| TJK Legion          | 9 – 0           | IBK HereForBeer      |
| Olympic Tallinn     | 1 – 2           | Poseidon Pärnu       |
| Paide               | 24 – 0          | AFC Eyjafjallajökull |
| Raplamaa            | w/o             | Eston Villa II       |
| Levadia Tallinn     | 6 – 0           | Kohtla-Nõmme         |
| Volta Põhja-Tallinn | 4 – 2           | Wolves Jõgeva        |
| Pocarr              | 3 – 0           | Igiliikur            |
| FC Kohvile          | 9 – 0           | JK 32.Keskkool       |
| 31 luglio 2020      |                 |                      |
| Loo                 | 9 – 1           | Metsis Tallinn       |
| 1º agosto 2020      |                 |                      |
| Sadam Pärnu         | 8 – 1           | Puhkus Mehhikos      |
| 2 agosto 2020       |                 |                      |
| Märjamaa            | 4 – 1           | Teleios Tallinn      |
| Saku Sporting       | 6 – 0           | Kernu Kadakas        |
| 12 agosto 2020      |                 |                      |
| Kalev Tallinn       | 6 – 3           | Nõmme United         |

## Secondo turno
| Squadra 1           | Risultato   | Squadra 2             |
| ------------------- | ----------- | --------------------- |
| 28 luglio 2020      |             |                       |
| Team Helm           | 2 – 1       | Kalev Tallinn U21     |
| Kalju Nõmme         | 8 – 0       | Dinamo Rummu          |
| Zenit Tallinn       | 0 – 13      | Tammeka Tartu         |
| 29 luglio 2020      |             |                       |
| Imavere/Forss       | 5 – 1       | Warrior Valga         |
| Rumori Calcio II    | 3 – 0       | Lootos Põlva          |
| 2 agosto 2020       |             |                       |
| Lõvid Viimsi        | 0 – 4       | Vaprus Pärnu          |
| 3 agosto 2020       |             |                       |
| Pärnu JK            | 1 – 4       | Flora Tallinn         |
| 5 agosto 2020       |             |                       |
| Paide               | 9 – 0       | Tulevik Viljandi U21  |
| 6 agosto 2020       |             |                       |
| Märjamaa            | 4 – 1       | Soccernet             |
| Retro               | 5 – 0       | Loo                   |
| 11 agosto 2020      |             |                       |
| Hiumaa Kärdla       | 3 – 4       | Keila                 |
| Tulevik Viljandi    | w/o         | Aliens Maardu         |
| Viimsi              | 1 – 2 (dts) | Maardu                |
| Maksatransport      | 0 – 6       | TJK Legion            |
| Pocarr              | 1 – 0       | ReUnited Tallinn      |
| 12 agosto 2020      |             |                       |
| Vastseliina         | 0 – 5       | Trans Narva           |
| Poseidon Pärnu      | 0 – 2       | Kose                  |
| Welco Tartu         | 2 – 1 (dts) | Flora Tallinn U19     |
| Noorus-96 Jõgeva    | 1 – 2 (dts) | Hell Hunt Tallinn     |
| Vaprus Vändra       | 5 – 4       | Flora Tallinn U21     |
| FC Kohvile          | 1 – 3       | Piraaja Tallinn       |
| Raplamaa            | 13 – 0      | Jalgpallihaigla       |
| Rumori Calcio       | 2 – 3       | Sadam Pärnu           |
| 26 agosto 2020      |             |                       |
| Saku Sporting       | 3 – 2       | Tarvas Rakvere        |
| FC TransferWise     | 0 – 11      | Kalev Tallinn         |
| TJK Legion 2        | 0 – 4       | FC Tallinn            |
| 27 agosto 2020      |             |                       |
| FCI Tallinn         | 2 – 3 (dts) | Kuressaare            |
| 2 settembre 2020    |             |                       |
| Läänemaa            | 0 – 2       | Levadia Tallinn       |
| Põhja-Sakala        | 6 – 1       | FC Lelle              |
| Eston Villa         | 6 – 0       | Järve Kohtla-Järve II |
| 3 settembre 2020    |             |                       |
| Wolves Tallinn      | 0 – 3       | Järve Kohtla-Järve    |
| 16 settembre 2020   |             |                       |
| Volta Põhja-Tallinn | 4 – 0       | Järva-Jaani           |

## Sedicesimi di finale
| Squadra 1         | Risultato       | Squadra 2           |
| ----------------- | --------------- | ------------------- |
| 10 settembre 2020 |                 |                     |
| Raplamaa          | 1 – 1 (2-4 dtr) | Hell Hunt Tallinn   |
| 16 settembre 2020 |                 |                     |
| Kose              | 0 – 8           | Tulevik Viljandi    |
| 23 settembre 2020 |                 |                     |
| Levadia Tallinn   | 5 – 0           | Retro               |
| 29 settembre 2020 |                 |                     |
| Imavere/Forss     | 0 – 3           | Kalev Tallinn       |
| Maardu            | 5 – 3           | Keila               |
| Märjamaa          | 2 – 1           | Rumori Calcio II    |
| Welco Tartu       | 1 – 6           | Kuressaare          |
| 30 settembre 2020 |                 |                     |
| Team Helm         | 1 – 2           | Trans Narva         |
| TJK Legion        | 11 – 0          | Saku Sporting       |
| Paide             | 13 – 0          | Pocarr              |
| FC Tallinn        | 2 – 0           | Vaprus Vändra       |
| 8 ottobre 2020    |                 |                     |
| Vaprus Pärnu      | 0 – 1           | Tammeka Tartu       |
| 13 ottobre 2020   |                 |                     |
| Kalju Nõmme       | 4 – 0           | Piraaja Tallinn     |
| 14 ottobre 2020   |                 |                     |
| Eston Villa       | 1 – 1 (4-3 dtr) | Volta Põhja-Tallinn |
| 21 ottobre 2020   |                 |                     |
| Sadam Pärnu       | w/o             | Järve Kohtla-Järve  |
| 12 novembre 2020  |                 |                     |
| Põhja-Sakala      | w/o             | Flora Tallinn       |

## Ottavi di finale
| Squadra 1         | Risultato       | Squadra 2          |
| ----------------- | --------------- | ------------------ |
| 20 ottobre 2020   |                 |                    |
| Hell Hunt Tallinn | 0 – 4           | Kalev Tallinn      |
| 21 ottobre 2020   |                 |                    |
| Märjamaa          | 0 – 15          | Tammeka Tartu      |
| FC Tallinn        | 0 – 3           | Levadia Tallinn    |
| 28 ottobre 2020   |                 |                    |
| Kalju Nõmme       | 3 – 0           | TJK Legion         |
| Eston Villa       | 0 – 2           | Maardu             |
| 4 novembre 2020   |                 |                    |
| Paide             | 2 – 2 (4-5 dtr) | Tulevik Viljandi   |
| 14 novembre 2020  |                 |                    |
| Trans Narva       | 3 – 0           | Järve Kohtla-Järve |
| 23 gennaio 2021   |                 |                    |
| Kuressaare        | 0 – 4           | Flora Tallinn      |

## Quarti di finale
| Squadra 1       | Risultato   | Squadra 2        |
| --------------- | ----------- | ---------------- |
| 9 marzo 2021    |             |                  |
| Flora Tallinn   | 2 – 1       | Tammeka Tartu    |
| 10 marzo 2021   |             |                  |
| Trans Narva     | 2 – 1       | Kalev Tallinn    |
| Levadia Tallinn | 2 – 0       | Maardu           |
| 25 marzo 2021   |             |                  |
| Kalju Nõmme     | 1 – 2 (dts) | Tulevik Viljandi |

## Semifinale
| Squadra 1        | Risultato | Squadra 2       |
| ---------------- | --------- | --------------- |
| 11 maggio 2021   |           |                 |
| Flora Tallinn    | 2 – 1     | Trans Narva     |
| 12 maggio 2021   |           |                 |
| Tulevik Viljandi | 0 – 2     | Levadia Tallinn |

## Finale
| Arbitro: | Juri Frischer |

|           |           |  |
| Kirss 70’ | Marcatori |  |